# بتینا پلانک
بتینا پلانک (انگلیسی: Bettina Plank؛ متولد ۲۴ فوریه ۱۹۹۲) کاراته‌کای اتریشی است. در بازی‌های اروپایی ۲۰۱۹ که در مینسک، بلاروس برگزار شد، او در کومیته ۵۰ کیلوگرم زنان مدال طلا را از آن خود کرد. وی در بازی‌های اروپایی ۲۰۱۵ در باکو، آذربایجان، مدال نقره را در همین دسته به دست آورد. در بازی نهایی، او در برابر سراپ اوزچلیک از ترکیه شکست خورد. او همچنین چندین بار در مسابقات قهرمانی کاراته اروپا مدال گرفت.

## حرفه
در مسابقات قهرمانی کاراته اروپا ۲۰۱۵ که در استانبول، ترکیه برگزار شد، او در کومیته ۵۰ کیلوگرم زنان مدال طلا را از آن خود کرد.
در مسابقات جهانی ۲۰۱۷ که در وروتسواو، لهستان برگزار شد، در کومیته ۵۰ کیلوگرم زنان رقابت کرد اما موفق به کسب مدال نشد. او در مرحله حذفی یک برد و دو باخت بدست آورد و به مرحله نیمه نهایی صعود نکرد.